# Visiedo (kommunhuvudort)
Visiedo är en kommunhuvudort i Spanien.   Den ligger i provinsen Provincia de Teruel och regionen Aragonien, i den östra delen av landet, 220 km öster om huvudstaden Madrid. Visiedo ligger 1 187 meter över havet och antalet invånare är 186.
Terrängen runt Visiedo är platt österut, men västerut är den kuperad. Runt Visiedo är det mycket glesbefolkat, med 3 invånare per kvadratkilometer. Närmaste större samhälle är Alfambra, 16,4 km söder om Visiedo. Trakten runt Visiedo består till största delen av jordbruksmark.